# Zyprischer Fußballpokal 2007/08
Der Zyprische Fußballpokal 2007/08 war die 66. Austragung des zyprischen Pokalwettbewerbs. Er wurde vom zyprischen Fußballverband ausgetragen. Das Finale fand am 17. Mai 2008 im GSP-Stadion von Nikosia statt.
Pokalsieger wurde APOEL Nikosia. Das Team setzte sich im Finale gegen Titelverteidiger Anorthosis Famagusta durch. APOEL qualifizierte sich durch den Sieg für den UEFA-Pokal 2008/09.

## Modus
Die Begegnungen der ersten beiden Runden wurden in einem Spiel ausgetragen. Bei unentschiedenem Ausgang wurde das Spiel um zweimal 15 Minuten verlängert und gegebenenfalls durch ein Elfmeterschießen entschieden.
In der 3. und 4. Runde wurden die Begegnungen in Hin- und Rückspiel ausgetragen. Bei Torgleichheit entschied zunächst die Anzahl der auswärts erzielten Tore, danach eine Verlängerung und schließlich das Elfmeterschießen.
In der anschließende Gruppenphase wurden die qualifizierten Mannschaften in zwei Vierergruppen gelost. Die Teams spielten zweimal gegeneinander, einmal zuhause und einmal auswärts. Die Gruppensieger und -zweiten beider Gruppen erreichten das Halbfinale, welches in Hin- und Rückspiel ausgetragen wurde.

## Teilnehmer
| First Division (14) | Second Division (14) | Third Division (14) | Fourth Division (12) |
| --- | --- | --- | --- |
| - AEK Larnaka - AEL Limassol - Anorthosis Famagusta - Alki Larnaka - APOEL Nikosia - Apollon Limassol - APOP Kinyras Peyias - Aris Limassol - Doxa Katokopia - Enosis Neon Paralimni - Ethnikos Achnas - Nea Salamis Famagusta - Olympiakos Nikosia - Omonia Nikosia | - AE Paphos - Akritas Chlorakas - Anagennisi Deryneia - AO Agia Napa - APEP Pitsilia - ASIL Lysi - Atromitos Yeroskipou - Digenis Akritas Morphou - Enosis Neon THOI Lakatamia - Ermis Aradippou - MEAP Nisou - Olympus Xylofagou - Omonia Aradippou - Onisilos Sotira | - Adonis Idaliou - AEK Kouklia - AEZ Zakakiou - Anagennisi Germasogeias - Anagennisi Trachoni - Chalkanoras Idaliou - Elpida Xylofagou - ENAD Polis Chrysochous - Ethnikos Assia - Frenaros FC 2000 - Iraklis Gerolakkou - Kissos FC Kissonergas - PAEEK Kyrenia - Spartakos Kitiou | - Achyronas Liopetriou - AO Episkopi - APEP Pelendriou - ASPIS Pylas - Digenis Oroklinis - Enosis Kokkinotrimithia - Enosis Neon Parekklisia - Ethnikos Latsion - Orfeas Nikosia - Othellos Athienou - SEK Agiou Athanasiou - Sourouklis Troullon |

## 1. Runde
In dieser Runde traten alle 14 Teams der Second Division, alle 14 Teams der Third Division und 12 Teams der Fourth Division an.
|                            | Ergebnis              |                         |
| -------------------------- | --------------------- | ----------------------- |
| Sourouklis Troullon        | 2:1                   | MEAP Nisou              |
| Frenaros FC 2000           | 1:2                   | Adonis Idaliou          |
| PAEEK Kyrenia              | 2:1 n. V.             | SEK Agiou Athanasiou    |
| AE Paphos                  | 4:0                   | Digenis Oroklinis       |
| AEK Kouklia                | 1:1 n. V. (2:3 i. E.) | Onisilos Sotira         |
| Ethnikos Assia             | 3:1                   | Enosis Neon Parekklisia |
| Anagennisi Trachoni        | 0:1                   | ASIL Lysi               |
| Chalkanoras Idaliou        | 1:2                   | Enosis Kokkinotrimithia |
| Olympus Xylofagou          | 3:1                   | ENAD Polis Chrysochous  |
| Spartakos Kitiou           | 4:2                   | Akritas Chlorakas       |
| AO Agia Napa               | 3:1                   | AO Episkopi             |
| Enosis Neon THOI Lakatamia | 2:1                   | Omonia Aradippou        |
| Achyronas Liopetriou       | 1:3                   | Orfeas Nikosia          |
| Atromitos Yeroskipou       | 2:0                   | Elpida Xylofagou        |
| Anagennisi Germasogeias    | 4:1                   | Iraklis Gerolakkou      |
| Ethnikos Latsion           | 1:4                   | Anagennisi Deryneia     |
| Kissos FC Kissonergas      | 1:2                   | APEP Pelendriou         |
| ASPIS Pylas                | 0:7                   | APEP Pitsilia           |
| Digenis Akritas Morphou    | 2:2 n. V. (3:2 i. E.) | AEZ Zakakiou            |
| Ermis Aradippou            | 2:1 n. V.             | Othellos Athienou       |

## 2. Runde
|                         | Ergebnis |                            |
| ----------------------- | -------- | -------------------------- |
| Ethnikos Assia          | 3:2      | Sourouklis Troullon        |
| Onisilos Sotira         | 5:1      | APEP Pelendriou            |
| AO Agia Napa            | 3:2      | APEP Pitsilia              |
| Digenis Akritas Morphou | 2:0      | Spartakos Kitiou           |
| Anagennisi Germasogeias | 3:0      | Orfeas Nikosia             |
| ASIL Lysi               | 1:0      | Anagennisi Deryneia        |
| Adonis Idaliou          | 2:1      | Enosis Neon THOI Lakatamia |
| Olympus Xylofagou       | 3:1      | Enosis Kokkinotrimithia    |
| Ermis Aradippou         | 1:0      | PAEEK Kyrenia              |
| AE Paphos               | 1:0      | Atromitos Yeroskipou       |

## 3. Runde
In dieser Runde stiegen die Vereine, die in der First Division 2006/07 die Plätze neun, zehn und elf belegten, sowie die drei Aufsteiger aus der Second Division.
|                     | Gesamt |                         | Hinspiel | Rückspiel |
| ------------------- | ------ | ----------------------- | -------- | --------- |
| APOP Kinyras Peyias | 3:1    | Onisilos Sotira         | 2:1      | 1:0       |
| Doxa Katokopia      | 2:3    | AO Agia Napa            | 1:1      | 1:2       |
| Adonis Idaliou      | 1:9    | Nea Salamis Famagusta   | 0:2      | 1:7       |
| AE Paphos           | 4:3    | Alki Larnaka            | 3:1      | 1:2       |
| ASIL Lysi           | 1:4    | Digenis Akritas Morphou | 1:3      | 0:0       |
| Ethnikos Achnas     | 2:3    | Olympus Xylofagou       | 0:0      | 2:3       |
| Ermis Aradippou     | 4:3    | Anagennisi Germasogeias | 0:0      | 4:3       |
| Olympiakos Nikosia  | 5:4    | AEL Limassol            | 2:2      | 3:2       |

## 4. Runde
In dieser Runde stiegen die Vereine, die in der First Division 2006/07 die ersten acht Plätze belegten.
|                       | Gesamt    |                         | Hinspiel | Rückspiel |
| --------------------- | --------- | ----------------------- | -------- | --------- |
| Omonia Nikosia        | 5:2       | Olympiakos Nikosia      | 1:0      | 4:2       |
| Nea Salamis Famagusta | (a)3:3(a) | Enosis Neon Paralimni   | 1:0      | 2:3       |
| Ermis Aradippou       | 2:3       | Aris Limassol           | 1:2      | 1:1       |
| Apollon Limassol      | 5:1       | Digenis Akritas Morphou | 3:1      | 2:0       |
| AEK Larnaka           | 1:3       | AO Agia Napa            | 00:2 1   | 1:1       |
| APOEL Nikosia         | 9:0       | Olympus Xylofagou       | 6:0      | 3:0       |
| APOP Kinyras Peyias   | 0:2       | Anorthosis Famagusta    | 0:2      | 0:0       |
| AE Paphos             | 1:2       | Ethnikos Achnas         | 1:1      | 0:1       |

## Gruppenphase
An der Gruppenphase nahmen die acht Sieger der 4. Runde. Die Mannschaften jeder Gruppe spielten zweimal gegeneinander, einmal zu Hause und einmal auswärts. Die Gruppensieger und -zweiten erreichten das Halbfinale.

### Gruppe A
| Pl. | Verein                | Sp. | S | U | N | Tore    | Diff. | Punkte |
| --- | --------------------- | --- | - | - | - | ------- | ----- | ------ |
| 1.  | Apollon Limassol      | 6   | 3 | 3 | 0 | 013:600 | +7    | 12     |
| 2.  | Omonia Nikosia        | 6   | 2 | 3 | 1 | 009:600 | +3    | 09     |
| 3.  | Nea Salamis Famagusta | 6   | 3 | 0 | 3 | 008:800 | ±0    | 09     |
| 4.  | Ethnikos Achnas       | 6   | 0 | 2 | 4 | 004:140 | −10   | 02     |

|                       | Apollon Limassol | Omonia Nikosia | Nea Salamis Famagusta | Ethnikos Achnas |
| --------------------- | ---------------- | -------------- | --------------------- | --------------- |
| Apollon Limassol      |                  | 1:1            | 2:0                   | 5:1             |
| Omonia Nikosia        | 2:2              |                | 2:0                   | 1:1             |
| Nea Salamis Famagusta | 1:2              | 2:1            |                       | 2:0             |
| Ethnikos Achnas       | 1:1              | 0:2            | 1:3                   |                 |

### Gruppe B
| Pl. | Verein               | Sp. | S | U | N | Tore    | Diff. | Punkte |
| --- | -------------------- | --- | - | - | - | ------- | ----- | ------ |
| 1.  | Anorthosis Famagusta | 6   | 4 | 2 | 0 | 010:400 | +6    | 14     |
| 2.  | APOEL Nikosia        | 6   | 3 | 2 | 1 | 009:400 | +5    | 11     |
| 3.  | AO Agia Napa         | 6   | 2 | 0 | 4 | 006:120 | −6    | 06     |
| 4.  | Aris Limassol        | 6   | 1 | 0 | 5 | 009:140 | −5    | 03     |

|                      | Anorthosis Famagusta | APOEL Nikosia | AO Agia Napa | Aris Limassol |
| -------------------- | -------------------- | ------------- | ------------ | ------------- |
| Anorthosis Famagusta |                      | 1:1           | 3:0          | 2:1           |
| APOEL Nikosia        | 0:0                  |               | 3:1          | 3:1           |
| AO Agia Napa         | 0:1                  | 1:0           |              | 0:3           |
| Aris Limassol        | 2:3                  | 0:2           | 2:4          |               |

## Halbfinale
|                  | Gesamt |                      | Hinspiel | Rückspiel |
| ---------------- | ------ | -------------------- | -------- | --------- |
| Omonia Nikosia   | 2:3    | APOEL Nikosia        | 2:1      | 0:2       |
| Apollon Limassol | 2:4    | Anorthosis Famagusta | 1:0      | 1:4       |

## Finale
| Paarung              | APOEL Nikosia – Anorthosis Famagusta |
| Ergebnis             | 2:0 (0:0) |
| Datum                | 17. Mai 2008 |
| Stadion              | GSP-Stadion, Nikosia |
| Zuschauer            | 20.280 |
| Schiedsrichter       | Dimitris Kalopoulos ( Griechenland) |
| Tore                 | 1:0 Nuno Morais (53.) 2:0 Nenad Mirosavljević (76.) |
| APOEL Nikosia        | Jane Nikolovski – Daniel Florea, Christos Kontis, Bark Seghiri, Joost Broerse – Nuno Morais, Constantinos Charalambidis (87. Demetris Daskalakis), Constantinos Makrides , Hélio Pinto – Nenad Mirosavljević (90. Nikolaos Machlas), Zé Carlos (82. Altin Haxhi) Cheftrainer: Ivan Jovanović ( Serbien) |
| Anorthosis Famagusta | Arjan Beqaj – Theodoros Tripotseris, Lambros Lambrou, Andreas Constantinou, Nikos Katsavakis – Giorgos Panagi (59. Metodi Dejanow), Anton Žlogar, Vincent Laban (72. Klimenti Zitaischwili), Paulo Costa – Nikos Frousos, Łukasz Sosin Cheftrainer: Temur Kezbaia ( Georgien)                           |
| Gelbe Karten         | Bark Seghiri, Constantinos Charalambidis – Vincent Laban, Klimenti Zitaischwili |